# Лерикский район
Лерикский район (азерб. Lerik rayonu, тал. Liki rajon) — район на юго-востоке Азербайджана. Административный центр — город Лерик. Район включает в свой состав 29 территориально-административных единиц в том числе 1 город и 161 сельский населённый пункт.

## География
Территория Лерикского района окружена Талышскими горами. На севере и северо-западе граничит с Ярдымлинским районом, на северо-востоке с Масаллинским, на востоке с Ленкоранским, а на юго-востоке с Астаринским районами.
Вдоль границы Исламской Республики Иран протягиваются Талышские горы, к северу от них — горные хребты Пештасар и Буравар. Между горными массивами Талыш и Пешташар расположена Зувандская (Диабар) впадина. По территории района протекает река Ленкоранчай.
Наивысшие точки — горы Камарку (2 492 м) и Гызюрду (2 433 м) на Талышском хребте.
Растительный покров в основном состоит из редких лесов и кустов, а также горных лесов. В лесах в основном растут фисташковое дерево, бук, граб, дзельква.
Фауна: рысь, лиса, шакал, волк, медведь, заяц, лесная кошка, гиена.
Часть Зувандской впадины расположена на территории Лерикского района.

## Природа и климат
Вегетация Лерика в основном состоит из густых и редких древесных лугов и горных лесов. В лесах можно встретить дуб, боярышник, арахис, грецкий орех, эльдарская сосна.
На территории района обитают такие животные как лиса, шакал, волк, медведь, кабан, утка, кролик, лесная кошка, а также леопарды в горах.
На территории района расположен Лерикский государственный заповедник для сохранения флоры и фауны площадью 40,3 тыс. га лесного покрова. При Национальной академии наук создан центр ботанических исследований, где ведутся активные наблюдения и исследования. Эти леса являются средой обитания волков, медведей, лисиц, диких кошек, кабанов и других животных.
Известен водопад Гюнешли высотой 7 метров, а ширина — 5 метров.
Средняя температура составляет от 1 до −4 градусов C в январе и 22-12 июля. Ежегодное количество осадков составляет от 300 мм до 800 мм.

## Население
Согласно переписи населения 1939 года, в Лерикском районе Азербайджанской ССР талыши составляли 68,9 %, азербайджанцы — 29,1 %. Согласно переписи населения 1959 года, в Лерикском районе Азербайджанской ССР азербайджанцы составляли 98,7 %.
С 1959 по 1989 г. талыши не включались в какие-либо переписи в качестве отдельной этнической группы, поскольку считались частью азербайджанских тюрок, хотя талыши говорят на иранском языке. По мнению талышского общественного деятеля Ф. Абосзода, в советском Азербайджане существование талышей отрицалось и их записывали «азербайджанцами».
Лерик считается районом долгожителей.
Ширали Муслюмов, житель этого региона, установил мировой рекорд долголетия. Он прожил 168 лет (1805—1973). Его другой товарищ Маджид Агаев прожил 143 года (1835—1978), а Махмуд Эйвазов — 152 года (1808—1960). В настоящее время в регионе насчитывается десятки людей, которым более 100 лет.
Лерикский район включает в себя город Лерик и 159 деревень с общей численностью населения 63 300 человек. Из этих населенных пунктов в 145 деревнях 99 % составляют талыши, этнически и лингвистически

### Этнический состав
| Этнический состав региона Лерик, согласно официальной переписи (1939—2009) |           |         |           |         |           |         |           |         |           |         |           |         |
| Этническая группа                                                          | 1939      | 1939    | 1959      | 1959    | 1970      | 1970    | 1979      | 1979    | 1999      | 1999    | 2009      | 2009    |
|                                                                            | Население | %       | Население | %       | Население | %       | Население | %       | Население | %       | Население | %       |
| азербайджанцы                                                              | 8 855     | 29.09 % | 26 690    | 98.73 % | 36 936    | 98.62 % | 45 696    | 99.71 % | 56 197    | 88.76 % | 72 228    | 96.92 % |
| талыши                                                                     | 20 984    | 68.93 % | 26 690    | 98.73 % | 36 936    | 98.62 % | 45 696    | 99.71 % | 7 076     | 11.18 % | 2 281     | 3.06 %  |
| русские                                                                    | 402       | 1.32 %  | 260       | 0.96 %  | 306       | 0.82 %  | 28        | 0.06 %  | 8         | 0.01 %  | 11        | 0.01 %  |
| украинцы                                                                   | 85        | 0.28 %  | 260       | 0.96 %  | 93        | 0.25 %  | 0         | 0.00 %  | 27        | 0.04 %  | 0         | 0.00 %  |
| лезгины                                                                    | 20        | 0.07 %  | 7         | 0.03 %  | 9         | 0.02 %  | 26        | 0.06 %  | 5         | 0.01 %  | 0         | 0.00 %  |
| татары                                                                     | ...       | ...     | ...       | ...     | 8         | 0.02 %  | 3         | 0.01 %  | 1         | 0.00 %  | 0         | 0.00 %  |
| грузины                                                                    | 5         | 0.02 %  | 2         | 0.01 %  | 15        | 0.04 %  | 4         | 0.01 %  | 0         | 0.00 %  | 0         | 0.00 %  |
| евреи                                                                      | 9         | 0.03 %  | 0         | 0.00 %  | 3         | 0.01 %  | 2         | 0.00 %  | 0         | 0.00 %  | 0         | 0.00 %  |
| авары                                                                      | 2         | 0.01 %  | 1         | 0.00 %  | 1         | 0.00 %  | 1         | 0.00 %  | 0         | 0.00 %  | 0         | 0.00 %  |
| цахуры                                                                     | 1         | 0.00 %  | 0         | 0.00 %  | 0         | 0.00 %  | 1         | 0.00 %  | 0         | 0.00 %  | 0         | 0.00 %  |
| курды                                                                      | 0         | 0.00 %  | 0         | 0.00 %  | 5         | 0.01 %  | 0         | 0.00 %  | 0         | 0.00 %  | 0         | 0.00 %  |
| немцы                                                                      | 10        | 0.03 %  | ...       | ...     | ...       | ...     | ...       | ...     | ...       | ...     | ...       | ...     |
| другие                                                                     | 38        | 0.12 %  | 62        | 0.23 %  | 56        | 0.15 %  | 23        | 0.05 %  | 35        | 0.06 %  | 2         | 0.00 %  |
| всего                                                                      | 30 443    | 30 443  | 27 032    | 27 032  | 37 452    | 37 452  | 45 827    | 45 827  | 63 314    | 63 314  | 74 522    | 74 522  |

## Культурное наследие
В Лерике есть памятники культуры, охраняемые государством. Среди них 27 архитектурных памятников местного значения, 25 археологических памятников. В Лерике функционирует музей долголетия и художественная галерея. В селе Ханега расположен мавзолей Ходжи Сейида (XIV век), деревня мечеть Люлякяран(XIX век), в деревне Мистан над уровнем моря, распотожено жилище самого древнего человека «Гызюрду». Известный французский писатель Александр Дюма отправился в деревню Ховил, пересекая лес Лерика во время поездки на Кавказ. Он рисовал эскизы этой деревни, описал красоту, много писал о гостеприимстве людей.

## Главы
Первые секретари районного комитета партии:
- Алескер Шахбазов (1937—?)
- Аслан Гусейнов (?—1959)
- Самид Гуламов (1963—1970)
- Бабали Агаев[азерб.] (1970—?)
- Султан Мамедов[азерб.] (1980—1988)
- Махаббат Ибадов

С 1991:
- Бабали Агаев[азерб.] (1990 — 15 июля 1992)[11]
- Асиман Гулиев[азерб.] (15 июля 1992 — 16 декабря 1993)[11][12]
- Атахан Шириев (6 апреля 1994 — 19 сентября 1995)[13][14]
- Новруз Новрузов (19 сентября 1995 — 22 июня 2002)[15][16][17]
- Физули Гаджиев[азерб.] (2002 — 2 апреля 2007)[15][18][19][20]
- Ровшан Багиров (2 апреля 2007 — 29 апреля 2021)[21][22][23]
- Акбер Аббасов (с 25 июля 2022)[24]